# Kanton Nice-8
Kanton Nice-8 (fr. Canton de Nice-8) je francouzský kanton v departementu Alpes-Maritimes v regionu Provence-Alpes-Côte d'Azur. Tvoří ho čtvrti Les Baumettes a Grosso/Saint-Philippe města Nice.